# Kusaji
Kusaji (草内村, Kusaji-mura), ou encore Kusauchi, est un ancien village de la préfecture de Kyoto, ayant existé jusqu'au 1er avril 1951, date de sa fusion avec le bourg de Tanabe et les villages d'Ōsumi, Fugenji et Miyamaki pour recréer le bourg de Tanabe. Il faisait partie du district de Tsuzuki.

## Toponymie
Le nom « Kusaji » (草内) signifie « herbe » (草) et « à l'intérieur de » (内) et vient du fait qu'on y trouvait plusieurs jizō dans l'herbe. Il apparaît pour la première fois en 1113 sous les noms « Kusauchi-Nakajima » (草内中嶋) et « Kusauchi-Nakamura » (草内中村). Le nom du village de Kusachi (草智郷) apparaît aussi en 1274.

## Géographie

### Topographie et hydrographie
Avant la fusion, Kusaji occupait une superficie de 4,54 kilomètres carrés. Kusaji est bordé à l'ouest par la rivière Bōga (防賀川) et le village de Kōdo (興戸村, absorbé par Tanabe en 1889), et au nord-ouest par le village de Higashi, qu'il absorbe en 1889. La région est plate, et est parsemée de rizières. Une importante route commençant dans l'ancienne province de Kawachi traverse le village dans la vallée de Fugenji à partir des monts Kan'nabi (甘南備) au sud puis rejoint Nara à partir de la rivière Kizu, à l'est de Kusaji. Au nord-est de la Kizu se trouve le village d'Aodani, qui permet de rejoindre Ujitawara. 

### Villes limitrophes

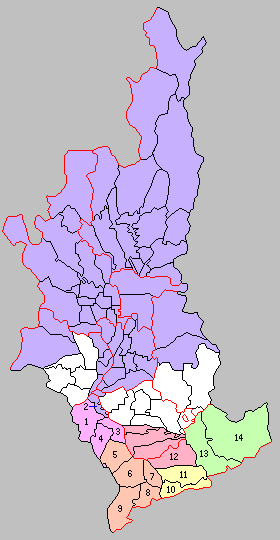
Localisation de Kusaji dans le sud de la préfecture de Kyoto (numéroté 7).

Entités territoriales limitrophes à la date de la fusion du 1er avril 1951. Le 1er juillet 1889, Kusaji est entouré à partir du nord, dans le sens horaire, du village de Tonoshō (ja) (富野荘村), du district de Kuse, et des villages d'Aodani (ja) (青谷村), Taga (ja) (多賀村), Ide (井手村), Miyamaki et Tanabe.

## Histoire
Le village de Kusaji était anciennement découpé administrativement selon le système Jōri (ja) et un bac circulait sur la Kizu à partir de Kusaji. Il s'agissait d'un point de liaison important entre les provinces de Kawachi, Yamashiro et d'Ōmi.
Tokugawa Ieyasu (徳川 家康) et Anayama Nobutada (穴山 信君) étaient en visite près de la frontière avec la province d'Izumi lorsque l'incident du Honnō-ji se déclenche, aux premières heures du 21 juin 1682. Ieyasu, qui aurait reçu des nouvelles urgentes vers midi le même jour, commence sa fuite vers Okazaki, guidé par le Chaya Shirōjirō (en) Kiyonobu (茶屋 四郎次郎 清延), et traverse la rivière Kizu à cet endroit le 22 et réussit à atteindre Okazaki après avoir franchit la province d'Iga.
Nobutada, quant à lui, se méfie d'Ieyasu et prend un chemin différent. Il arrive à Kusaji avec un jour de retard, mais les révoltés s'emparèrent de lui et de douze de ses partisans, qui sont tués. Une théorie veut que les partisans de Nobutada aient tué un guide dans la vallée de Fugenji et se soient emparés de ses biens, et des locaux ont ainsi tués les partisans de Nobutada en rétribution.
Durant l'époque d'Edo, Kusaji est sous administration du domaine féodal de Yamashiro Yodo, avec huit autres villages.  À l'adoption de la loi municipale moderne (ja) le 1er avril 1889, le village de Kusaji est recréé dans le district de Tsuzuki par fusion de l'ancien avec ceux de Higashi (東村) et d'Inooka (飯岡村). Akitarō Kawase (河瀬明太郎) en devient son premier maire. Le 1er avril 1951, Kusaji est fusionné aux villages d'Ōsumi (大住村), Fugenji (普賢寺村) et Miyamaki, ainsi que le bourg de Tanabe pour former le nouveau bourg de Tanabe,. Les premières collaborations entre les villages avaient déjà été entérinées en 1947, après l'ouverture d'un collège commun pour les cinq municipalités lors de l'adoption du système éducatif moderne, et des ententes pour la fusion commencent alors en 1949.

## Éducation
On y trouve une école primaire.

## Transports
La route nationale 307 (en) passe par Kusaji.